# سباق الموت (فلم)
سباق الموت  (بالإنجليزية: Death Race) هو فيلم حركة تم إنتاجه في الولايات المتحدة وألمانيا والمملكة المتحدة سنة 2008. الفيلم من إخراج بول أندرسون.

## بطولة
- جيسون ستاثام
- جوان ألين
- ايان ماكشين
- ناتالي مارتينيز
- تيريس جيبسون

## القصة
تدور الاحداث حول جنسن اميز (جيسون ستاثام) الذي يعمل في منجم للحديد عندما تحتل منزله عصابة خطيرة تقتل زوجته ويشير له رئيس العصابة باصبعه مما يجعل جنسن يتذكر هذه الإشارة
عندما تتهمه الشرطة بقتل زوجته ياخذونه إلى سجن خطير تقام فيه سباقات دموية، يتعرف فرانك على فريقه ومجموعة من المتسابقين من بينهم جوزيف الملقب بالرشاش (تيريس جيبسون) ولكن نظرا لشدة غضب جنسن ياخذونه إلى زنزانة انفرادية وتقرر مديرة السجن ان تمنحه ملابس فرانك وان تأمره بان لا يتكلم مع أحد اثناء السباق، يخوض جنسن المرحلتين 1 و2 ولم ينجو سوى هو وجوزيف، في المرحلة الاخيرة يسعى الاثنان للهرب من السجن والقضاء على المديرة، بالفعل يساعد جوزيف جنسن ويهربان من السجن وبعد ذلك يكتشف جوزيف ان جنسن هو من كان يرتدي ملابس فرانكشتاين ويهربان على متن القطار وبعد أيام يحصل الاثنان على كراج في المكسيك بينما تصل صديقة جنسن ويتحرر الثلاثة من ذلك الجحيم الذي عاشوه

## الميزانية والإيرادات
بلغت تكلفة إنتاج الفيلم حوالي 45 مليون دولار بينما حقق أرباحا تقدر بـ 75,677,515 دولار.

## وصلات خارجية
- سباق الموت على موقع IMDb (الإنجليزية)
- سباق الموت على موقع ميتاكريتيك (الإنجليزية)
- سباق الموت على موقع روتن توميتوز (الإنجليزية)
- سباق الموت على موقع نتفليكس (الإنجليزية)
- سباق الموت على موقع قاعدة بيانات الأفلام العربية
- سباق الموت على موقع ألو سيني (الفرنسية)
- سباق الموت على موقع Turner Classic Movies (الإنجليزية)
- سباق الموت على موقع أول موفي (الإنجليزية)
- سباق الموت على موقع بوكس أوفيس موجو (الإنجليزية)
- سباق الموت على موقع فيلمافينيتي (الإسبانية)

1. ↑  وصلة مرجع: http://www.nytimes.com/2008/08/22/movies/22race.html. الوصول: 7 أبريل 2016.
2. ↑  وصلة مرجع: http://www.nytimes.com/2008/08/22/movies/22race.html?ref=movies. الوصول: 7 أبريل 2016.
3. 1 2 3 4  وصلة مرجع: http://www.metacritic.com/movie/death-race. الوصول: 7 أبريل 2016.
4. ↑  وصلة مرجع: http://www.kinokalender.com/film6820_death-race.html. الوصول: 24 نوفمبر 2017.
5. 1 2 3 4  وصلة مرجع: http://www.bbfc.co.uk/releases/death-race-film. الوصول: 7 أبريل 2016.
6. 1 2 3 4 5 6 7 8 9 10 11  وصلة مرجع: https://www.siamzone.com/movie/m/5208. الوصول: 7 أبريل 2016.
7. ↑  وصلة مرجع: https://www.filmaffinity.com/en/film127500.html. الوصول: 7 أبريل 2016.
8. 1 2  وصلة مرجع: http://www.allocine.fr/film/fichefilm_gen_cfilm=128251.html. الوصول: 7 أبريل 2016.
9. 1 2 3 4 5 6 7 8 9  وصلة مرجع: http://www.imdb.com/title/tt0452608/fullcredits. الوصول: 7 أبريل 2016.
10. ↑  مذكور في: قاعدة بيانات الأفلام التشيكية السلوفاكية. لغة العمل أو لغة الاسم: التشيكية. تاريخ النشر: 2001.